# Magic Chairs
Magic Chairs è il terzo album in studio del gruppo indie rock danese Efterklang. Per la band l'album è la prima uscita con la loro nuova etichetta 4AD, ed è stato pubblicato il 22 febbraio 2010 e un giorno dopo in Nord America. L'album è stato anche pubblicato sull'etichetta della band, Rumraket, in Scandinavia.

## Descrizione
La band ha iniziato a registrare l'album nel gennaio 2009 negli studi di Copenaghen e Århus, in Danimarca, e ha missato l'album con il produttore Gareth Jones. Il primo singolo "Modern Drift" è stato pubblicato come brano MP3 gratuito sul sito Web di 4AD il 19 novembre 2009 e il video musicale per la canzone è stato presentato in anteprima il 25 gennaio 2010.

## Tracce
1. Modern Drift – 4:53
2. Alike – 4:11
3. I Was Playing Drums – 5:13
4. Raincoats – 4:20
5. Harmonics – 4:05
6. Full Moon – 3:49
7. The Soft Beating – 4:13
8. Scandinavian Love – 3:53
9. Mirror Mirror – 5:44
10. Natural Tune – 3:26